# Kore de Nicandre
La Kore de Nicandre és una escultura grega de marbre d'estil dèdalic, creada cap a l'any 650 abans de la nostra era, que es conserva al Museu Arqueològic Nacional d'Atenes, Grècia. Nicandre, una dona de l'illa de Naxos, dedicà l'estàtua en el Temple d'Àrtemis de Delos, el lloc de naixement d'Apol·lo i Àrtemis. L'estàtua, que es va trobar en una excavació arqueològica al segle xix, és una de les primeres kores, o estàtues de dones, que es conserven, i mostra una de les inscripcions més antigues de grec antic en pedra. La seua representació i ubicació dins dels períodes estilístics existents de l'escultura grega s'han estudiat a fons.

## Descobriment

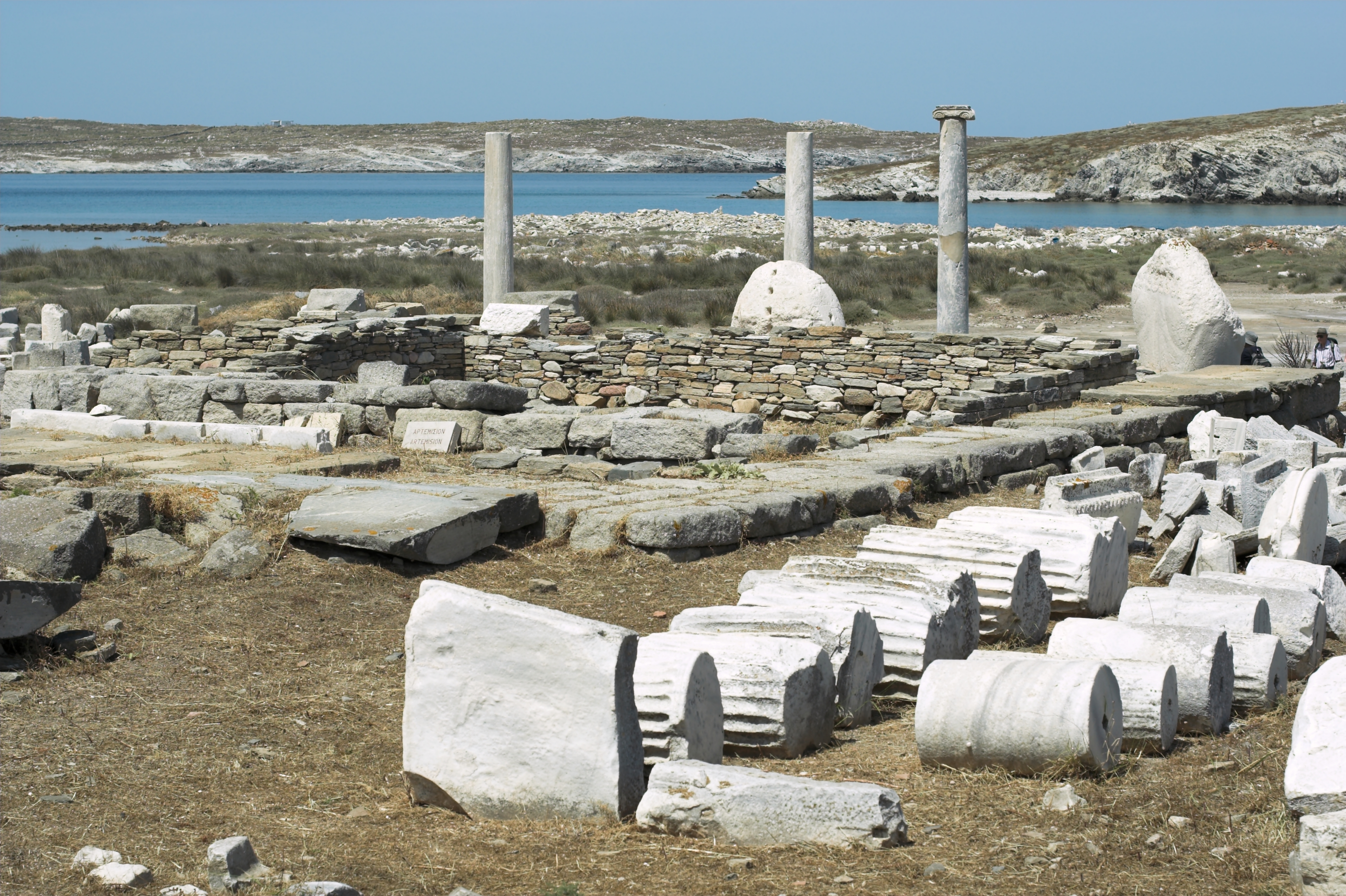
Temple d'Àrtemis, Delos, on es va descobrir la kore de Nicandre

Théophile Homolle va descobrir l'estàtua entre altres peces escultòriques en una rasa mentre excavava al voltant del Santuari d'Àrtemis al 1878. El mateix Homolle va publicar notes una mica contradictòries sobre el lloc de troballa de les peces que componen la dedicatòria de Nicandre durant els anys posteriors al descobriment. És per això que els estudiosos no han pogut situar definitivament el lloc de la dedicatòria de Nicandre. Tanmateix, basant-se en les notes d'Homolle, la majoria coincideix que l'estàtua fou dipositada en una rasa a uns 12 o 15 m del cantó del Santuari d'Àrtemis juntament amb bocins d'altres estàtues. La finalitat d'aquest dipòsit no és pas clara, però les estàtues semblen trencades abans de ser soterrades.

## Inscripció
Al costat esquerre de l'estàtua hi ha la inscripció dedicatòria, una de les primeres inscripcions gregues en pedra que es conserven. És incisa verticalment, en una forma coneguda com bustrofedon. L'original grec diu: «Νικάνδρη μἀνέθεκεν (ε)κηβόλοι ἰοχεαίρηι Κόρη Δεινοδίκηο το Ναησίο ἒησοχος ἀλήον Δεινομένεος δὲ κασιγνέτη Φηράησο δ᾽ ἂλοχος ν[ῦν]». La traducció en seria: «Nicandre em va dedicar a la dea llançadora de fletxes a distància, Nicandre, filla de Deinòdics de Naxos, distingida entre les dones, germana de Deinòmenes i esposa de Fràxos».
Per aquesta inscripció, coneixem el nom i el sexe de la donant, Nicandre, així com un vague indici de la seua intenció (complaure la dea). A més de definir-se a si mateixa per la seua relació amb son pare ("Deinòdics"), el marit ("Fràxos") i son germà ("Deinòmenes"), es refereix a si mateixa com a "distingida entre les dones", reclamant un cert grau de glòria i destacant la seua reputació en la comunitat. Malgrat que la inscripció pot donar a entendre que l'estàtua es va fer a l'illa de Naxos, on residia la família de Nicandre (una insinuació corroborada per la pedra emprada per a fer l'estàtua), no és pas clar qui en va ser l'escultor ni on vivia.

## Representació
Encara no s'ha arribat a un consens sobre qui representa l'estàtua. Tot i que al principi resulta temptador suposar que una persona com Nicandre encarregaria una estàtua a la seua semblança, el nombre d'estàtues femenines supervivents de donants masculins indica que, malgrat ser possible en algunes situacions, no en podria ser pas la regla general.
En un article publicat tres anys després del descobriment, Homolle proposava que tant la dedicatòria de Nicandre com les altres estàtues trobades amb ella representaven Àrtemis. Per a la majoria de les korai, la suposició és que representen Persèfone, però podien representar qualsevol dea a la qual es rendís culte al santuari al qual estaven dedicades les estàtues, com ara Àrtemis, Hera, Atena, Demèter i fins i tot nimfes. Tanmateix, com G. M. A. Richter ha assenyalat, rares vegades les korai individuals van acompanyades dels atributs i objectes apropiats que solen mostrar les estàtues de culte, com l'ègida d'Atena en la seua estàtua del Partenó. L'estàtua de Nicandre té petits forats al centre de les mans, possiblement per a subjectar a les mans objectes associats a Àrtemis, com un arc.
La kore podria representar també les sacerdotesses d'aquestes dees i santuaris. Aquesta interpretació ha trobat prou adeptes. Per exemple, John Boardman i Nigel Spivey sostenen que l'estàtua representa una sacerdotessa d'Àrtemis. Els qui s'oposen a aquesta teoria argumenten que la representació juvenil de la kore no sol associar-se amb la imatge i l'alçada d'una sacerdotessa, tot i haver-hi casos de joves que exerceixen de sacerdotesses (per exemple, el culte a Àrtemis de Brauró).

## Període estilístic
Una controvèrsia sobre la dedicatòria de Nicandre gira a l'entorn de la seua ubicació dins de les categories preexistents de l'escultura grega, concretament l'estil dedàlic del segle vii abans de la nostra era o l'estil arcaic que el va seguir.
L'estil dedàlic, practicat pels seguidors de l'inventor mitològic Dèdal, va florir entre els anys 675 i 600 ae, i es caracteritza per una frontalitat estricta i un estil distintiu de cabell i vestimenta. La dedicatòria de Nikandre respon a molts d'aquests trets, amb l'estricta frontalitat (l'estàtua mira de front, sense tòrcer el cos), el vestit rígid i poc revelador (un pèplum cenyit a la cintura) i el cabell pulcrament pentinat, que li penja en flocs a banda i banda del cap.
L'escultura grega arcaica (660-650 ae) estigué marcada per les estàtues de grandària natural, l'origen de la qual alguns estudiosos atribueixen a la interacció cultural grega amb Egipte i Mesopotàmia. Homolle assenyalà en la seua primera publicació de l'escultura de Nicandre que «el cabell s'estén damunt les espatlles, més o menys a la manera del pentinat dels egipcis, la qual cosa a primera vista dona a la nostra estàtua l'aspecte d'una obra egípcia». Homolle insistí més tard que aquestes semblances eren pura coincidència: la dedicatòria de Nicandre, de 1,75 m d'alçada i 0,17 m de gruix, és una de les primeres escultures de marbre de grandària natural que es conserven intactes, per això molts l'han atribuït a l'inici d'aquest nou període de l'escultura monumental arcaica.

## Recepció
Quan va tractar el "problema de la descripció" en arqueologia, A. A. Donohue demostrà que, històricament, la majoria dels estudiosos han descrit la dedicatòria de Nicandre en termes negatius. Donohue afirma que la descripció "objectiva" dels artefactes arqueològics ha estat tot menys això. Amb una avaluació del marc històric, ètnic i psicològic de les crítiques dels estudiosos a l'estàtua, Donohue demostra com la recepció de la dedicatòria de Nicandre ara no hauria pas de basar-se necessàriament en descripcions anteriors, que amb freqüència han menyspreat la naturalesa plana de l'obra i el vestit pesat com a mala factura. En comparança amb l'escultura hel·lenística posterior, caracteritzada per un tractament com més va més idealista de la forma humana, la dedicatòria de Nicandre, amb el vestit pesat i el tors bloquejat, semblà a molts dels primers estudiosos molt poc femenina. En canvi, Donohue sosté que la pesada indumentària i la postura de l'estàtua volien transmetre la respectabilitat i l'altura de la dona dins la seua societat.